# Taimanow-Variante
|   | a | b | c | d | e | f | g | h |   |
| 8 |   |   |   |   |   |   |   |   | 8 |
| 7 |   |   |   |   |   |   |   |   | 7 |
| 6 |   |   |   |   |   |   |   |   | 6 |
| 5 |   |   |   |   |   |   |   |   | 5 |
| 4 |   |   |   |   |   |   |   |   | 4 |
| 3 |   |   |   |   |   |   |   |   | 3 |
| 2 |   |   |   |   |   |   |   |   | 2 |
| 1 |   |   |   |   |   |   |   |   | 1 |
|   | a | b | c | d | e | f | g | h |   |

Grundstellung der Taimanow-Variante
Die Taimanow-Variante ist eine Variante der Sizilianischen Verteidigung, einer Eröffnung im Schachspiel.
Sie ist in den ECO-Codes unter den Schlüsseln B44 und B46 bis B49 klassifiziert und entsteht nach den Zügen (siehe auch: Schachnotation):
1. e2–e4 c7–c5

2. Sg1–f3 e7–e6 (Sb8–c6) 

3. d2–d4 c5xd4

4. Sf3xd4 Sb8–c6 (e7–e6)
Die Züge e6 und Sc6 sind dabei austauschbar. Das Spiel kann nach frühem d7–d6 in die Scheveninger Variante übergehen. Die Variante ist benannt nach dem sowjetischen Großmeister Mark Taimanow, der sie oft spielte.
Falls Schwarz den d-Bauern auf d7 lässt, kann er den Läufer f8 frei entwickeln, z. B. nach c5 oder b4. Den anderen Läufer kann er nach ...a7–a6 und ...b7–b5 nach b7 entwickeln, wo er die lange Diagonale kontrolliert.
Typisch für die Variante ist der Damenzug nach c7. Von dort kann die Dame sowohl über die c-Linie angreifen als auch über die Diagonale b8–h2.
Weiß kann zwischen dem positionsorientierten Maróczy-Aufbau mittels 5. Sd4–b5 d7–d6 6. c2–c4, und dem entwicklungsorientierten 5. Sb1–c3 wählen.
5. Sb1–c3 Dd8–c7 6. Lf1–e2
ist die Hauptvariante des Systems. Weiß hat hier aber viele gute Alternativen wie 6. Lc1–e3, 6. f2–f4 oder 6. g2–g3. Dagegen ist 6. Sdb5 nicht so gut: ...Dc7–b8 gefolgt von ...a7–a6 und der Springer wird wieder vertrieben, die Dame jedoch steht gut, da sie den b-Bauern nun beim Vorrücken unterstützen kann. Sdb5 kann aber durchaus unbequem für Schwarz sein. Im Falle von 6. g3 Sf6?! 7. Sdb5 Db8 funktioniert 8. Lf4. Danach wird der schwarze d-Bauer rückständig. In Bobby Fischer – Michail Tal, Bled 1961, brachte 8. … Se5 9. Le2 Lc5 10. Lxe5 Dxe5 11. f4 Db8 12. e5 a6 13. exf6 axb5 14. fxg7 Tg8 15. Se4 Le7 16. Dd4 Ta4 17. Sf6+ Weiß deutlichen Vorteil.
6. … a7–a6
verhindert, dass eine weiße Leichtfigur nach b5 zieht und bereitet b7–b5 vor.
7. Lc1–e3 Sg8–f6
Hier kann Schwarz auch sofort am Damenflügel angreifen, z. B.: 7. … b7–b5 8. Sd4xc6 Dc7xc6 9. 0–0 Lc8–b7 10. Le2–f3 Ta8–c8.
8. 0–0 Lf8–b4
entwickelt den Läufer auf ein aktives Feld und bedroht den Springer auf c3, der den Bauern auf e4 verteidigt.
9. Sc3–a4
Wenn Schwarz nun den Bauern mit Sf6xe4 nimmt, macht sich der Entwicklungsvorteil des Weißen bemerkbar. Der schwarze König steht auf e8 recht gefährdet. Den Bauern mit 9. f2–f3 zu verteidigen, ist zu passiv. Nach 9. … 0–0 und ... d7–d5 steht Schwarz ein wenig besser.
9. … Lb4–e7 zieht den Läufer auf ein sicheres Feld zurück. Die Alternative ist 9. … 0–0.
5. Sd4–b5 Ähnlich wie in der Sweschnikow-Variante möchte der Springer nach d6. 5. … d7–d6 6. c2–c4. Das ist ein Maróczy-Aufbau, der auch im beschleunigten Drachen häufig vorkommt. Hier entsteht nach Sg8–f6 7. Sb1–c3 a7–a6 8. Sb5–a3 eine Igelstellung, die nach b7–b6 9. Lf1–e2 Lc8–b7 10. 0–0 Sc6–b8 11. f2–f3 Sb8–d7 ihr Gerüst hat.
In dieser Variante fand Garri Kasparow das nach ihm benannte Kasparow-Gambit.
Mit der Zugfolge 2. Sg1–f3 Sb8–c6 3. d2–d4 c5xd4 4. Sf3xd4 Dd8–c7 5. Sb1–c3 e7–e6 kann Weiß den Maroczy-Aufbau umgehen.